# Disepalum pulchrum
Disepalum pulchrum là loài thực vật có hoa thuộc họ Na. Loài này được (King) J.Sinclair mô tả khoa học đầu tiên năm 1955.